# Пушкаріха
Пушкарі́ха (рос. Пушкариха) — присілок у складі Великоустюзького району Вологодської області, Росія. Входить до складу Мардензького сільського поселення.

## Населення
Населення — 19 осіб (2010; 25 у 2002).
Національний склад (станом на 2002 рік):
- росіяни — 100 %